# H. L. Mencken
Henry Louis Mencken (12 septembre 1880 à Baltimore, Maryland - 29 janvier 1956, idem), plus connu sous le nom de H. L. Mencken, est un journaliste, linguiste, satiriste, critique social et un libre penseur américain, surnommé « le sage de Baltimore » ou encore « le Nietzsche américain ». Il est souvent considéré comme l'un des écrivains américains les plus influents du XXe siècle. À une époque de sa carrière, les Américains l'avaient désigné comme leur plus brillant esprit et critique littéraire hors pair.
Mencken est probablement plus connu aujourd'hui pour son ouvrage The American Language, une étude de plusieurs volumes sur la façon dont l'anglais est parlé aux États-Unis, ainsi que pour son reportage satirique sur le procès Scopes qu'il appelait le « procès du singe ».

## Biographie
Mencken est le fils d'August Mencken Sr, propriétaire d'une usine germano-américaine de cigares. Lorsque Mencken n'avait que trois ans, sa famille déménagea au 1524 Hollins Street, dans le quartier de Union Square, à Baltimore. Mis à part cinq années de vie conjugale, Mencken passera le restant de ses jours dans cette maison.
Les parents de Mencken insistèrent pour qu'il prenne des cours du soir afin d'apprendre à écrire pour des journaux ou des entreprises. Cela marqua les débuts de Mencken dans le journalisme, et il n'alla jamais au lycée.

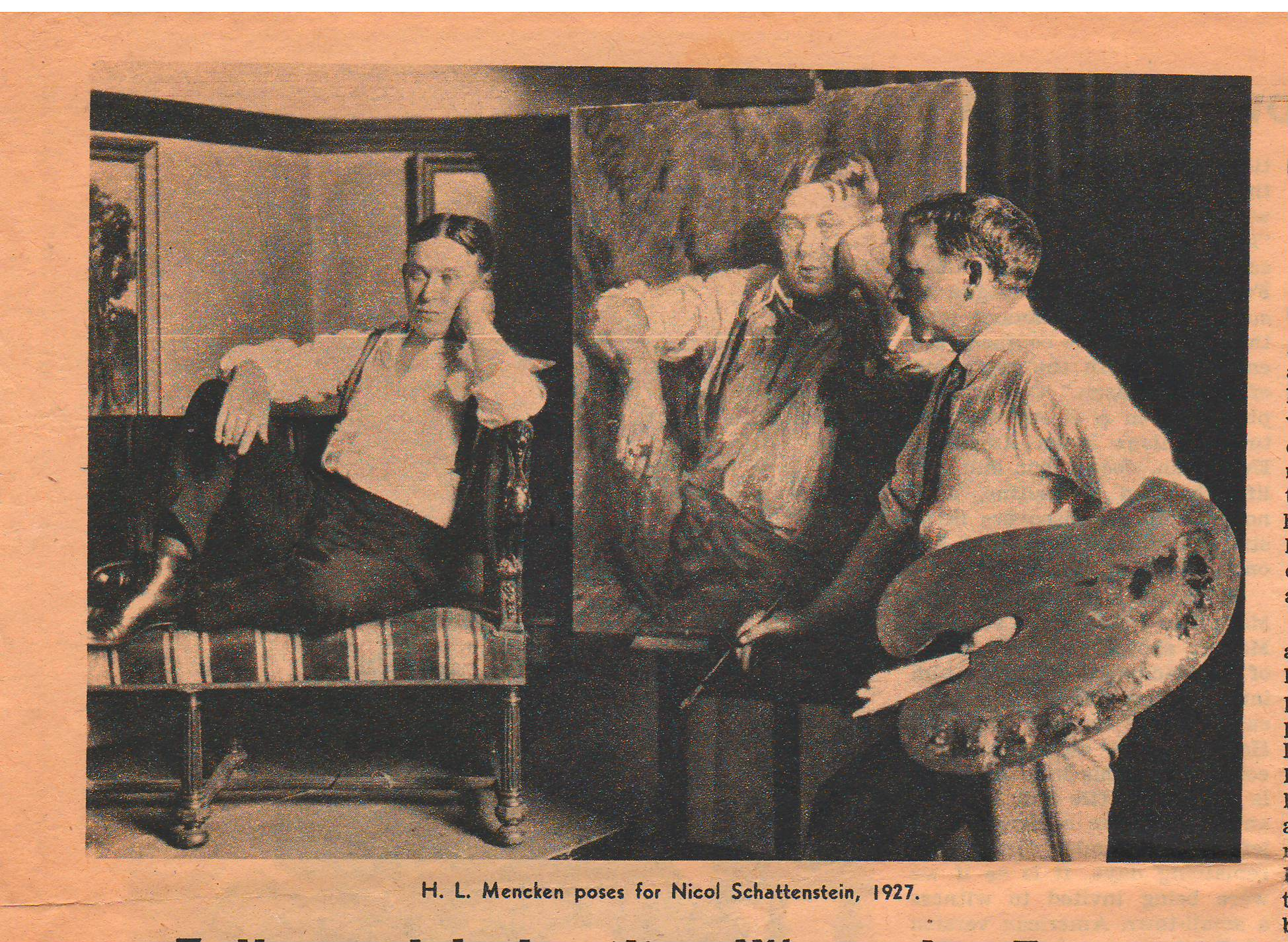
Mencken posant pour DeNicol Schattenstein (1927)

Mencken devint reporter pour le Baltimore Morning Herald (en) en 1899, puis pour le Baltimore Sun en 1906. Il continua d'écrire, à plein temps ou occasionnellement, pour le Sun, jusqu'en 1948 lorsqu'il arrêta d'écrire.
Mencken commença à écrire des éditoriaux et à donner son point de vue, ce qui lui permit de se faire un nom en l'espace de quelques années seulement. En marge de cette activité, il écrivait des nouvelles, un roman ainsi que des poèmes – qu'il ne publia jamais. En 1908, il devint critique littéraire pour le The Smart Set, et en 1924, il fonda avec l'aide de George Jean Nathan le magazine The American Mercury, publié par Alfred A. Knopf. Ce périodique bénéficia bien vite d'une distribution nationale, et devint hautement influent sur les campus américains. En 1933, Mencken cessa d'en être le directeur.
En 1930, Mencken épousa Sara Haardt, âgée de 18 ans de moins que lui, auteur et enseignante d'anglais au Goucher College de Baltimore. Haardt, dirigeante de la branche d'Alabama du National Woman's Party, mena campagne afin que cet État ratifie le 19e amendement. Ils s'étaient rencontrés en 1923 après que Mencken avait donné une conférence au Goucher College. Il lui fit la cour pendant sept ans. Le mariage fit les gros titres des journaux nationaux, et beaucoup furent surpris que Mencken, qui avait une fois déclaré que le mariage est « la fin de l'espoir » et qui était connu pour se moquer des relations entre les sexes, soit allé jusqu'à l'autel. « Le Saint-Esprit m'a informé et m'a inspiré » déclara-t-il. « Comme tous les autres infidèles, je suis superstitieux et je suis les us : celui-ci a l'air superbe ». Encore plus stupéfiant, il épousa une native de l'Alabama, alors qu'il écrivit de cinglants articles sur les États du Sud. En 1934, Mencken fait un voyage en Palestine mandataire.

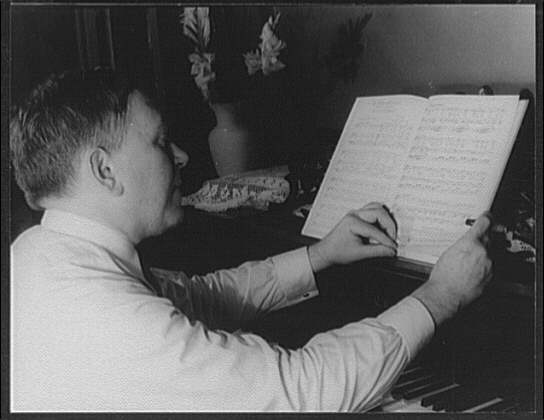
« Portrait de H. L. Mencken » par Carl van Vechten (1932)

Haardt fut atteinte de la tuberculose durant leur mariage, et elle mourut d'une méningite en 1935, laissant Mencken en proie à l'abattement. Il avait défendu ses écrits, et après sa mort, il publia une compilation de ses nouvelles sous le titre Southern Album.
La Grande Dépression et le New Deal, que Mencken n'aimait pas, furent à l'origine de la diminution de l'engouement que les gens lui portaient, ainsi que son manque de soutien pour la participation des États-Unis dans la Seconde Guerre mondiale et son aversion toute personnelle pour le président Franklin Delano Roosevelt. Ses services en tant que critique littéraire, satiriste, et commentateur politique étaient de moins en moins demandés, sa principale activité intellectuelle entre la mort de Haardt et son accident vasculaire cérébral en 1948, qui le laissa conscient mais incapable de lire ou d'écrire, mis à part quelques textes pour les journaux de Baltimore, fut son étude de la langue américaine et la rédaction de ses Mémoires. Ces derniers prirent la forme d'essais humoristiques, anecdotiques et nostalgiques, et furent publiés pour la première fois dans le New Yorker, puis réunis dans les ouvrages Happy Days, Newspaper Days, et Heathen Days.
Après son attaque cérébrale, Mencken aimait à écouter de la musique classique, discuter avec des amis, bien qu'il parlât parfois de lui au passé. Préoccupé comme il était sur la façon dont il serait perçu après sa mort, il classa ses papiers, ses lettres, ses articles de journaux, et même ses bulletins scolaires de l'école primaire, alors qu'il était incapable de lire. Tous ces écrits furent mis à la disposition d'étudiants en 1971, 1981, et 1991, ce qui constitue des centaines de milliers de lettres reçues ou envoyées, la seule omission étant les lettres strictement personnelles reçues de femmes.

### Mort

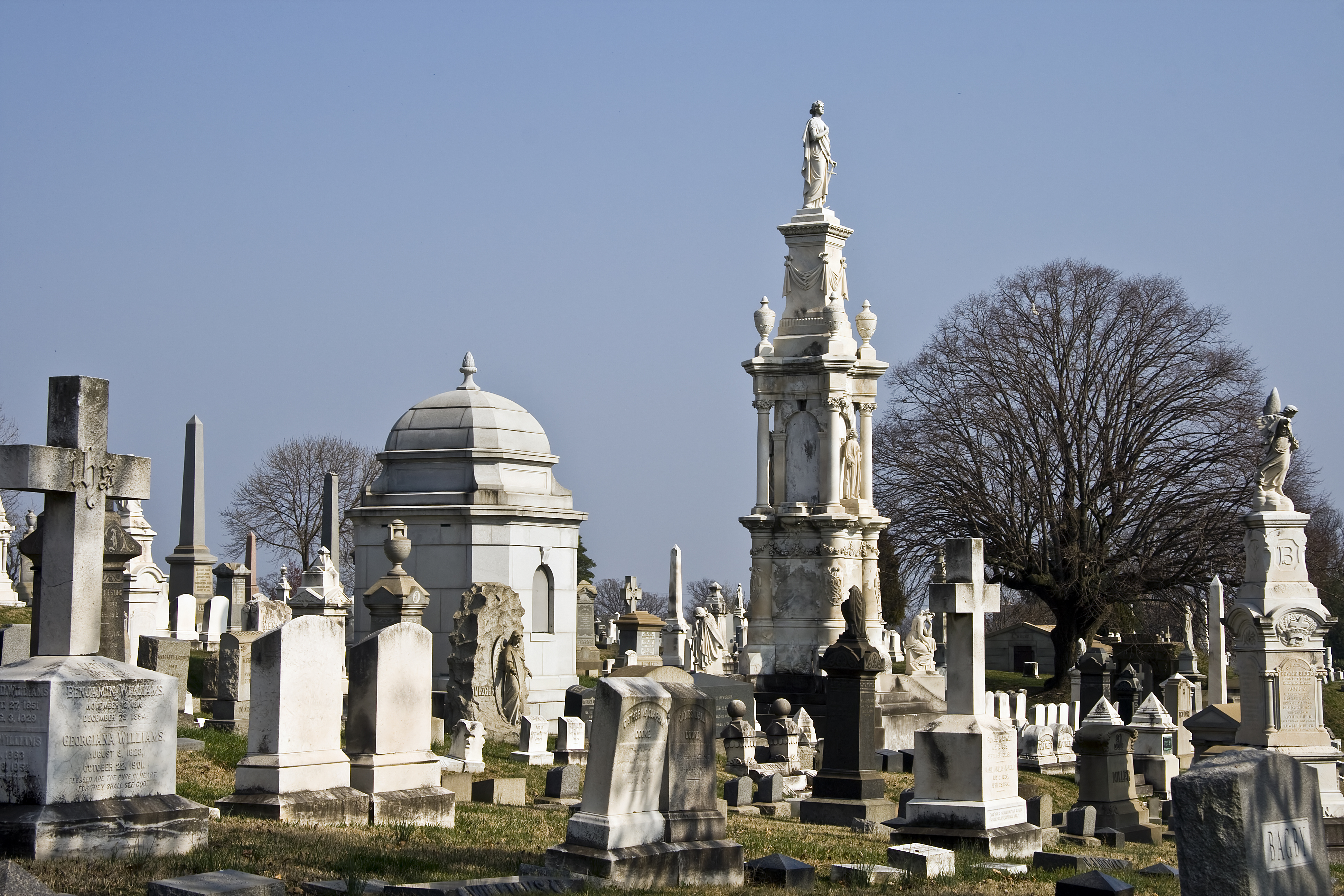
Partie centrale du cimetière du parc Loudon, Baltimore

Mencken mourut le 29 janvier 1956. Il est enterré au cimetière Loudon Park de Baltimore. L'épitaphe figurant sur sa tombe est celle-ci :

« Si, après que j'ai quitté cette terre, vous vous souvenez un jour de moi et désirez plaire à mon fantôme, pardonnez à quelque pécheur, et faites un clin d'œil à quelque laideron. »

Mencken avait suggéré cette épitaphe pour sa tombe dans le Smart Set, plusieurs années auparavant. Après sa mort, cette épitaphe fut également inscrite sur une plaque accrochée dans le couloir du Baltimore Sun.

## Idées politiques
Dans un article des Études anglaises, Anne Ollivier-Mellios avance l'hypothèse selon laquelle Mencken pourrait être classé parmi les anarchistes de droite tel Michel-Georges Micberth, en France. En effet, sa haine de la démocratie, son individualisme exalté, ainsi qu'un certain conservatisme au niveau des mœurs pourrait inciter à le ranger parmi les anarchistes de droite.

### Élitisme
Au lieu d'avancer qu'une race ou un groupe est supérieur à un autre, Mencken estime que chaque groupe — qu'il s'agisse des journalistes, des Noirs, ou des artistes — produit ses élites. Il considère que les groupements sont équivalents aux hiérarchies, ce qui mène à une sorte d'élitisme et d'aristocratie naturels. Les individus supérieurs, selon Mencken, sont donc ceux qui sont injustement opprimés et dédaignés par leur propre groupe, mais se distinguant néanmoins par leur volonté et leur accomplissement personnel — et non pas d'après leur race ou leur naissance. Ainsi, et d'après son patrimoine, son accomplissement et son éthique, Mencken considérait qu'il faisait partie de cette élite.
En 1989, conformément à ses instructions, Alfred A. Knopf publia le « journal secret » de Mencken sous le titre The Diary of H. L. Mencken. Selon un article du Daily Breeze, en date du 5 décembre 1989 intitulé Le journal secret de Mecken montre des penchants racistes, les idées de Mencken choquèrent également « l'érudit compatissant qui l'édita », Charles A. Fecher. Il existait un club de Baltimore répondant au nom de Maryland Club dont l'un des membres était juif, et celui-ci mourut. Mencken écrivit, selon l'article : « Il n'y a pas d'autre juif à Baltimore qui semble convenir » (« There is no other Jew in Baltimore who seems suitable »). En 1943, il écrivit dans son journal à propos des Noirs : « Il est impossible de discuter de quoi que ce soit ressemblant à de la discrétion ou à un jugement avec une femme de couleur ». Cependant, les violences contre les Noirs le rendaient furieux, puisqu'il déclara par exemple à propos d'un lynchage s'étant déroulé dans le Maryland :

« Pas le moindre notable ne se déplaça dans l'urgence, bien que toute la ville sût ce qui se passait. N'importe lequel de ces notables eût pu empêcher ce crime, seulement en menaçant d'en dénoncer les auteurs, mais personne ne parla. Williams fut donc convenablement pendu, brûlé puis mutilé. »

Une autre des critiques soulevées à son égard est qu'il était souvent obsédé par l'importance du statut social ou de la classe sociale. Ainsi, Mencken se sépara d'une relation de plusieurs années avec son amante Marion Bloom (en), alors qu'ils étaient sur le point de se marier, ce que des critiques ont interprété pour du mépris de la part de Mencken, qui considérait que Bloom n'était pas assez riche, élevée socialement et sophistiquée pour lui. Cependant, Mencken déclara qu'il avait rompu cette relation uniquement à la suite de la conversion de celle-ci à la Science chrétienne, qu'il désapprouvait.

## Œuvres
Il existe une traduction française de son In defense of women parue en 1934 chez Gallimard préfacée par Paul Morand.
- George Bernard Shaw: His Plays (1905)
- The Philosophy of Friedrich Nietzsche (1907)
- The Artist: A Drama Without Words (1912)
- A Book of Burlesques (1916)
- A Little Book in C Major (1916)
- The Creed of a Novelist (1916)
- Pistols for Two (1917)
- A Book of Prefaces (1917)
- In Defense of Women (1917)
- Damn! A Book of Calumny (1918)
- L'Antéchrist de Friedrich Nietzsche, en tant que traducteur (1918)
- The American Language (1919)
- La série des Prejudices (1919–27) :
  - First Series (1919)
  - Second Series (1920)
  - Third Series (1922)
  - Fourth Series (1924)
  - Fifth Series (1926)
  - Sixth Series (1927)
  - Selected Prejudices (1927)
- The American Credo: A Contribution Toward the Interpretation of the National Mind en collaboration avec George Jean Nathan (1920)
- The Hills of Zion (1925)
- Notes on Democracy (1926)
- Libido for the Ugly (1927)
- Menckeneana: A Schimpflexikon (1928)
- On Politics: A Carnival of Buncombe (1920-1936)
- Treatise on the Gods (1930)
- Making a President (1932)
- Treatise on Right and Wrong (1934)
- Happy Days, 1880–1892 (1940)
- Newspaper Days, 1899–1906 (1941)
- Heathen Days, 1890–1936 (1943)
- A Mencken Chrestomathy (1948)
- The American Scene (1965)
- The Impossible H. L. Mencken: A Selection Of His Best Newspaper Stories (1991)
- A Second Chrestomathy (1994)
- A Religious Orgy in Tennessee A Reporter's Account of the Scopes Monkey Trial (2007)

## Dans la culture populaire
- Il est dépeint dans le film Procès de singe sous les traits du personnage de E. K. Hornbeck, incarné par Gene Kelly. Ce film traite du procès Scopes.
- Quand une stripteaseuse lui demanda de trouver un terme « plus digne » pour sa profession, Mencken, qui adorait la vie nocturne, proposa ecdysiaste, ce qui signifie « quelqu'un qui s'effeuille »[11].
- Dans la série télévisée Gilmore Girls, H. L. Mencken est souvent cité, notamment la Chrestomathy, lorsque Rory et son grand-père discutent dans la première saison.
- Dans l'autobiographie Black Boy de Richard Wright, Richard lit Prejudices de Mencken.
- Dans la série The Wire, saison 5, des journalistes du Baltimore Sun citent son épitaphe.

### Études
- Mencken: The American Iconoclast, Marion Elizabeth Rodgers, Oxford University Press, Oxford et New York, 2005,  (ISBN 0-19-507238-3).
- The Skeptic : A Life of H. L. Mencken, Terry Teachout (en), Harper Collins Publishers, New York, 2002,  (ISBN 0-06-050528-1).
- Mencken, A Life, Fred Hobson, Random House, New York, 1994,  (ISBN 0-8018-5238-2) (également publié sur papier journal par The Johns Hopkins University Press, Baltimore, 1995)
- H. L. Mencken : anarchiste de droite ?, Anne Ollivier-Mellos, Études anglaises, Klincksieck, 2003.